# Branka Stilinović
Branka Stilinović (Zagreb, 24. listopada 1926. — Rijeka, 4. studenog 2016.), bila je hrvatska operna pjevačica (sopran).

## Životopis
Branka Stilinović završava pjevanje u glazbenoj školi Pavao Markovac , gdje je studirala kod Nade Pirnat. Prvi angažman je dobila, prije svoje karijere na pozornici, kao pjevačica i komentatorica na radio postaji Radio Zagreb. Tu je radila u periodu između 1949. i 1958. Njena premijera na pozornici odigrava se 1958., gdje kao operna pjevačica u ulozi Santuzze pjeva u Cavalleriji rusticani u Hrvatskom nacionalnom kazalištu u Rijeci.
Sjedeće godine postaje solistica Hrvatskog narodnog kazalište u Zagrebu, gdje je sve do mirovine 1979. bila stalni član opere. Na njenom repertoaru bili su mladenačko-dramatične u dramatične sopranske sladbe.
Stilinović je bila posebno cijenjena po briljantnoj visini soprana, i po sugestivnom izričaju svog glasa. Njenim scenskim nastupima pripadale su uloge: Donna Anne iz Don Giovannija, Abigaille iz Nabucca, Amelie iz Un ballo in maschera, glavna uloga iz Aide, glavna uloga u La Giocondi, Leonore u Fideliu, Senta u Ukletom Holandezu, Micaëla u Carmen, Floria Tosca u Tosci, Maddalena u Andrea Chénier, Tatjana u Jevgeniju Onjeginu, Lisa in Pikovoj dami, Marie u Prodanoj nevjesti i Jaroslavna u Knezu Igoru.
Interpretirala je i brojne uloge hrvatske opere: Irmengarde u operi Vatroslava Lisinskog Porin, obe uloge soprana (Eva i Jelana) u operi Ivana Zajca Nikola Šubić Zrinjski, ulogu Đule u operi Jakova GotovcaEro s onoga svijeta. U prosincu 1964. pjevala je u zagrebačkoj operi praizvedbu opere Jakova Gotovca Dalmaro.
Za svoje izvanredne interpretacije Eve i Jelene u Nikola Šubić Zrinjski kao i za ulogu Elisabette di Valois u Verdijevoj operi Don Carlos nagrađena je 
nagradom Hrvatskog udruženja glazbenih umjetnika "Milka Trnina".
Redovno je pjevala u Beogradskoj narodnoj operi. Pored toga u inozemstvu je nastupaka u operama ili kazalištima u Kölnu, Berlinu, Baselu, Bolonji, Napulju, Budimpešti, Ateni.
Stilinović je smatrana izuzetnom koncertnom pjevačicom, posebice u izvedbi oratorija kao i u izvedbi sopranske dionice u Verdijevom Requiemu.
 Nakon završetska svoje scenske karijere radila je kao profesor na Zagrebačkom konzervatorijumu. 
Stilinović se pojavljuje na Jugotonovim gramofonskim pločama u operama Ero s onog svijeta i Nikola Šubić Zrinjski. Pored toga ista izdavačka kuća objavila je njenu solo recitaciju.
Branka Stilinović preminula je 4. studenog 2016. u Rijeci u 91. godini. Posljednji ispraćaj bio je 9. studenog 2016. na zagrebačkom krematorijumu.

## Vanjske poveznice
- ; Branka Stilinović na discogs-u
- Branka Stilinović; Branka Stilinović na Proleksis enciklopediji